# 中右記
『中右記』（ちゅうゆうき）は、藤原宗忠が寛治元年（1087年）から保延4年（1138年）まで書いた日記である。宗忠は『愚林』と名付けたようだが、「中御門右大臣の日記」を略して『中右記』と呼ばれる。

## 解説
応徳4年・寛治元年（1087年）、宗忠26歳の元旦から書かれた。初めから寛治5年（1091年）までは、元の日記をずっと後に整理して書き改めたもので、寛治3年（1089年）の分は本人、他の年は子の宗能が改稿した。その結果以降の時期と比べて簡略になっており、中でも寛治3年（1089年）の分がもっとも短くなった。改稿により原本は破棄された。
一部欠落はあるが、50余年にわたり政治上の要事を克明に書き留めた記録である。人の死亡時に六国史にあるような略伝を付けたのが日記では他に例のない特徴である。当時の政治社会情勢や有職故実、人物像を知る上できわめて有用で、院政初期の基本史料である。
鎌倉時代の写本が宮内庁書陵部に所蔵されているほか、
江戸時代の写本が東山御文庫に収録されている。

## 災害の記録
見聞きした災害の様子が記述されており、規模や被害を推定する根拠の一つとなっている。
- 1096年（嘉保3年） - 永長地震による京都市中の被害について記述。後に伝聞として大和国などの被害を記述[6]。
- 1106年（嘉承元年） - 疫病の流行[7]。
- 1108年10月11日（天仁元年9月5日）条 - 忠長から聞いた話として浅間山の噴火とその被害について記述[8]。

## 刊本
- 東京大学史料編纂所編『大日本古記録 中右記』第1 - 7巻、別巻、岩波書店、1993 - 2014年（全18巻）
- 陽明叢書記録文書篇 全4冊 中右記 思文閣出版、1988年
- 笹川種郎 編『史料大成 8 第8 中右記 第1(藤原宗忠)』（矢野太郎 校訂）内外書籍、1934年。
- 笹川種郎 編『史料大成 9 第9 中右記 第2(藤原宗忠)』（矢野太郎 校訂）内外書籍、1934年。
- 笹川種郎 編『史料大成10 第10 中右記 第3(藤原宗忠)』（矢野太郎 校訂）内外書籍、1934年。
- 笹川種郎 編『史料大成11 第11 中右記 第4(藤原宗忠)』（矢野太郎 校訂）内外書籍、1934年。
- 笹川種郎 編『史料大成12 第12 中右記 第5(藤原宗忠)』（矢野太郎 校訂）内外書籍、1935年。
- 笹川種郎 編『史料大成13 第13 中右記 第6(藤原宗忠)』（矢野太郎 校訂）内外書籍、1935年。
- 笹川種郎 編『史料大成14 第14 中右記 第7(藤原宗忠)』（矢野太郎 校訂）内外書籍、1935年。
  - 増補史料大成刊行会編『中右記』（増補史料大成9 - 15）、臨川書店、1965年。